# André Skiba
André Skiba (* 1996) ist ein deutscher Nationalspieler in der Boulespiel-Sportart Pétanque im Deutschen Boccia-, Boule- und Pétanque-Verband e.V. Er ist mehrfacher deutscher Meister und war Teilnehmer bei Europa- und Weltmeisterschaften.

## Karriere
Skiba spielt nach eigenen Angaben seit 2006 Boule. Er wurde mehrfach in den Nationalkader berufen. Er spielte zu Beginn für den SC Käfertal, dann für den BC Edingen-Neckarhausen, die FT Freiburg und in der Pétanque-Bundesliga, den TV Waldhof-Mannheim und dann wieder für den SC Käfertal. Aktuell tritt er für den BC Achern an.
Er ist Rechtshänder und spielt bevorzugt die Spielposition Tireur. Er spielt Kugel im Gewicht 690 Gramm bei 73 mm Durchmesser.
Skiba war Teilnehmer bei der Weltmeisterschaft 2023 und den Europameisterschaften 2019 und 2022. Für die Weltmeisterschaft 2025 im Doublette und Doublette Mixte in Rom ist er nominiert.

## Erfolge als Spieler
(Quelle)
- 2011: 1. Platz Deutsche Meisterschaft Triplette (Junioren U18) zusammen mit Robin Fritsche, Simon Striegel und Tehina Anania[5][6]
- 2011: 3. Platz Deutsche Meisterschaft Tireur (Junioren U18)
- 2012: 3. Platz Deutsche Meisterschaft Triplette (Junioren U18) zusammen mit Tobias Riedel und Andreas Schneider
- 2012: 2. Platz Deutsche Meisterschaft Tireur (Junioren U18)
- 2013: 3. Platz Deutsche Meisterschaft Triplette (Junioren U18) zusammen mit Katrin Magin und Simon Striegel
- 2014: 3. Platz Deutsche Meisterschaft Doublette zusammen mit Tobias Müller
- 2014: 1. Platz Deutsche Meisterschaft Doublette mixte zusammen mit Heike Raab-Faci[7]
- 2015: 3. Platz bei den Deutscher Vereinsmeisterschaften mit der FT Freiburg
- 2015: 2. Platz Deutsche Meisterschaft Triplette (Espoirs U23) zusammen mit Viktor Bockelmann und Philipp Schatz
- 2015: 3. Platz Deutsche Meisterschaft Triplette zusammen mit Jannik Schaake und Kai-Michael Bräutigam
- 2016: 3. Platz Deutsche Meisterschaft Doublette mixte zusammen mit Verena Gabe
- 2018: 1. Platz Deutsche Meisterschaft Tireur (Espoirs U23)
- 2018: 1. Platz Deutsche Meisterschaft Triplette (Espoirs U23) zusammen mit Leon Gotha-Jecle und Marco Kowalski
- 2019: 1. Platz Deutsche Meisterschaft Doublette mixte zusammen mit Mercedes Lehner[8]
- 2021: 3. Platz Deutsche Meisterschaft Triplette zusammen mit Lara Koch und Sascha Koch[9]
- 2023: 3. Platz Deutsche Meisterschaft Triplette zusammen mit Lara Koch und Sascha Koch
- 2025: 2. Platz Deutsche Meisterschaft Doublette mixte zusammen mit Anna Lazaridis

## Privates
Skiba wohnt in Mannheim.